# رون غولدمان
رون غولدمان (بالإنجليزية: Ron Goldman)‏ هو نادل أمريكي، ولد في 2 يوليو 1968 في مقاطعة كوك في الولايات المتحدة، وتوفي في 12 يونيو 1994 في برنتوود ‏ في الولايات المتحدة بسبب طعن.

## وصلات خارجية
- رون غولدمان على موقع الموسوعة البريطانية (الإنجليزية)
- رون غولدمان على موقع إن إن دي بي (الإنجليزية)